# Cenci in Cina
Cenci in Cina è un film italiano del 2009, diretto da Marco Limberti, con Alessandro Paci, Francesco Ciampi e Man Lo Zhang.

È stato l'ultimo film dell'attrice fiorentina Laura Pestellini, scomparsa un anno dopo il termine delle riprese.

## Trama
Siamo a Prato, capitale europea dell'industria tessile: Vittorio Pelagatti, dopo la fine della seconda guerra mondiale, ritrova casualmente tra dei cespugli una quantità enorme di rocche di lana e, al mercato principale della città, incontra Armando Giachetti, un meccanico tessile che aveva in officina molte macchine tessili a causa della crisi: i due si uniscono e creano la Gobbotex, specializzata nell'industria tessile.
Da quel periodo i due riuscirono a costruirsi un piccolo impero monetario. Circa sessant'anni dopo a Prato a gestire la Gobbotex ci sono i due rispettivi nipoti, che si chiamano esattamente come i nonni: Vittorio Pelagatti come il nonno è un dongiovanni che ama spassarsela con le belle donne e con belle auto; Armando Giachetti invece, avendo lo stesso carattere del progenitore, è un grande lavoratore, l'unico che manda avanti la fabbrica.
In questo periodo a Prato c'è "l'invasione" dei cinesi, che vendono i loro prodotti a poco prezzo: ciò comporta una crisi nel settore tessile. I due protagonisti si ritrovano a fare i conti con la signora Li - che nel frattempo aveva acquistato la maggior parte delle ditte che avevano crediti nei confronti della Gobbotex - la quale chiede ai due soci una somma pari a 2 milioni di euro.
Pelagatti e Giachetti cercano delle soluzioni e trovano dietro una foto dei nonni un foglio con scritto come si poteva accedere ad una somma di denaro messa da parte dei progenitori in caso di crisi, chiamata "i soldi di cuoio". I due, passando molte peripezie, scoprono che quei soldi non valgono più niente e decidono così, dopo un'irruzione in casa della Signora Li, di accordarsi con l'imprenditrice cinese, lasciandole la metà della ditta.